# Operacje pokojowe Narodów Zjednoczonych
Operacje pokojowe Narodów Zjednoczonych – termin często używany w praktyce tej organizacji, nie ma jednak ścisłej definicji. Najczęściej jako operacje pokojowe określa się przedsięwzięcia podejmowane przez Narody Zjednoczone dla utrzymania lub przywrócenia pokoju i bezpieczeństwa na obszarze konfliktów międzynarodowych. Chociaż zakładają one użycie personelu wojskowego (tzw. Błękitnych hełmów), ich celem nie jest stosowanie przymusu. Nie należą zatem do środków przymusu zbrojnego (sankcji zbrojnych) przewidzianych w art. 42 Karty Narodów Zjednoczonych. Wymagają zawsze zgody państwa (państw), na którego obszarze są przeprowadzane.
Operacje pokojowe nie mają wyraźnej podstawy prawnej w Karcie Narodów Zjednoczonych; dokument ten nie zawiera żadnych wskazówek co do ich charakteru i zakresu. Były podejmowane jako praktyczne rozwiązania ad hoc w sytuacjach, kiedy brak jednomyślności stałych członków Rady Bezpieczeństwa Narodów Zjednoczonych uniemożliwiał podjęcie w przewidzianych w rozdz. VII Karty Narodów Zjednoczonych działań w razie ataku agresji. Nie regulują ich zatem postanowienia tego rozdziału. Równocześnie wyraźnie wychodzą one poza postanowienia rozdz. VI Karty, określającego sposoby pokojowego załatwiania sporów (spór międzynarodowy). Brak w Karcie postanowień wyraźnie odnoszących się do takich operacji pokojowych powodował, że niekiedy była kwestionowana ich legalność.
Pogląd o użyteczności operacji pokojowych w określonych warunkach jest powszechnie przyjęty wśród państw członkowskich Narodów Zjednoczonych. Należy zatem uznać, że obecnie istnieje wyraźny – konsensus co do prawa Narodów Zjednoczonych do podejmowania operacji pokojowych oraz co do tego, że ich podstawą są szerokie kompetencje przyznane Narodom Zjednoczonym, a zwłaszcza Radzie Bezpieczeństwa, w działaniu na rzecz pokoju i bezpieczeństwa międzynarodowego.
Zarysował się także consensus co do podstawowych cech operacji pokojowych i warunków, w jakich powinny być podejmowane:
- Pod względem zadań i charakteru sił uczestniczących operacje pokojowe można podzielić na:
  - misje obserwacyjne – misje międzynarodowe, które składają się w większości z nieuzbrojonych oficerów,
  - operacje pokojowe w ścisłym znaczeniu, obejmujące lekko uzbrojone oddziały piechoty z koniecznymi elementami wsparcia logistycznego.

Często jednak nie ma wyraźnego podziału między tymi kategoriami; misje obserwacyjne są bowiem niekiedy wzmacniane dla konkretnych celów przez oddziały piechoty i wsparcie logistyczne, a operacjom pokojowym mogą pomagać nieuzbrojeni obserwatorzy wojskowi. Poza tym operacje pokojowe nigdy nie mają charakteru czysto wojskowego, zawsze obejmują również personel cywilny spełniający funkcje polityczne lub administracyjne, czasami na dużą skalę.
- Operacje pokojowe mają charakter działań czasowych. Ich celem nie jest rozwiązywanie konfliktów, lecz:
  - powstrzymywanie walk i ich ograniczenie, i w ten sposób tworzenie warunków sprzyjających rozwiązywaniu konfliktów albo
  - nadzorowanie realizacji czasowego lub ostatecznego rozwiązania, uzgodnionego dla danego konfliktu. Za optymalną można uznać sytuację, kiedy operacji utrzymania pokoju towarzyszy skuteczna działalność na rzecz rozwiązania sporu.

- Operacje pokojowe nie mogą ingerować w sprawy wewnętrzne państwa, na którego obszarze są przeprowadzane, i nie powinny faworyzować którejkolwiek ze stron. Narody Zjednoczone nie mogą być bowiem stroną w konflikcie, który mają kontrolować lub rozwiązywać. Strony konfliktu powinny zaś udzielać stałego wsparcia operacji pokojowej, zapewniając im swobodę poruszania się i inne ułatwienia umożliwiające realizację ich zadań.
- Operacje pokojowe podejmowane są z reguły na podstawie decyzji Rady Bezpieczeństwa (bardzo rzadko były powoływane przez Zgromadzenie Ogólne); organ ten określa również mandat operacji. Kierownictwo operacyjne spoczywa w rękach Sekretarza Generalnego Narodów Zjednoczonych, który składa Radzie Bezpieczeństwa sprawozdanie z przebiegu operacji pokojowych.
- Personel wojskowy i cywilny dostarczany jest przez państwa członkowskie Narodów Zjednoczonych na zasadzie dobrowolności. Z chwilą oddania go do dyspozycji tej organizacji przechodzi on pod dowództwo Sekretarza Generalnego we wszystkich sprawach operacyjnych.
- Siły pokojowe nie mają prawa do stosowania przymusu zbrojnego, z wyjątkiem samoobrony. O konkretnym kształcie i zadaniach danej misji decyduje często praktyczny wybór najlepszych w danej sytuacji sposobów jej organizacji i działania. Takie pragmatyczne rozwiązania ułatwia brak konkretnych przepisów prawnych.

Organizacje pokojowe zyskały powszechne uznanie, czego wyrazem było m.in. przyznanie siłom pokojowym Narodów Zjednoczonych pokojowej Nagrody Nobla w 1988 roku.
Pierwszą operację pokojową w historii Narodów Zjednoczonych rozpoczęto w czerwcu 1948 r. w Palestynie. Trwa ona do dziś, przy czym pod wpływem zmieniających się okoliczności jej mandat był wielokrotnie modyfikowany.